# Müggenburg (Lüchow)
Müggenburg ist ein Ortsteil der Stadt Lüchow (Wendland) im niedersächsischen Landkreis Lüchow-Dannenberg. Das Dorf liegt zwei Kilometer nordwestlich vom Kernbereich von Lüchow an der B 248.

## Geschichte
Der Ort ist nach der Müggenburg, einer Burg der Herren von Dannenberg, benannt. Im Jahr 1320 gelobten Friedrich und Gebhard von Dannenberg, mit ihr zu machen, was ihnen der Herzog von Braunschweig-Lüneburg oder einer seiner Söhne gebieten würde. 1447 wird ein Bergfried erwähnt. Das weitere Schicksal der Burg ist unbekannt. Sie wird auf der Dorfweide  nordöstlich des Ortes lokalisiert. Im 19. Jh. soll sie noch als Erhöhung in einer Weide sichtbar gewesen sein.
Am 1. Juli 1972 wurde Müggenburg in die Kreisstadt Lüchow eingegliedert.

## Baudenkmale
Als Baudenkmal gilt der Kern des zweizeiligen Straßendorfes, der aus giebelständigen Vierständerhäusern in regelmäßiger Reihung besteht. Diese wurden nach Bränden im 19. Jahrhundert traditionell wieder aufgebaut. Baudenkmale sind außerdem sieben Wohn- und Wirtschaftsgebäude und zwei Längsscheunen.